# Matthias Tischler

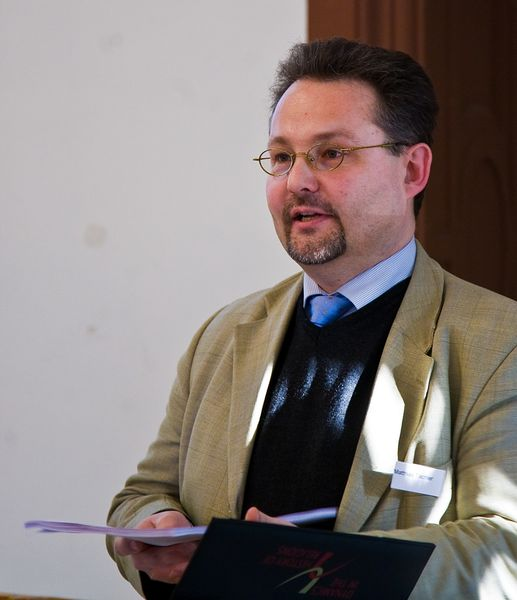
Matthias Tischler, aufgenommen von Ernst-Dieter Hehl im Jahr 2011.

Matthias Martin Tischler (* 18. März 1968 in Münchberg) ist ein deutscher Historiker im Bereich der Mittelalterlichen Geschichte.
Er studierte klassische Philologie, Mittellatein, Mittelalterliche und Neuere Geschichte, Angewandte Geschichtswissenschaften und romanische Philologie an den Universitäten Heidelberg und München (1989–1995). Nach seiner Promotion in Heidelberg 1998 bei Walter Berschin war er Post-Graduate-Fellow am Deutschen Historischen Institut in Paris (1998–1999) und an der Universität Bamberg (1999–2001) sowie wissenschaftlicher Mitarbeiter und Dozent am Hugo von Sankt Viktor-Institut in Frankfurt und an der Universität Frankfurt (2001–2009). Danach studierte er Philosophie und Theologie (2001–2009) bei Rainer Berndt sowie Islam und christlich-muslimische Begegnungen (2003–2005) bei Christian Troll. 
Nach seiner Habilitation in Dresden 2009 bei Gert Melville war er bis 2012 Senior Assistenzprofessor für mittelalterliche und transkulturelle Geschichte an der Universität Dresden. Im Studienjahr 2013/14 war er Forschungsprofessor für transkulturelle mittelalterliche Geschichte am Institut d’Estudis Medievals (IEM) der Autonomen Universität von Barcelona. Im Studienjahr 2014/2015 war er Gastprofessor an der École Pratique des Hautes Études in Paris. Im Studienjahr 2015/2016 war er Visiting Fellow am Medieval Institute der University of Notre Dame und im Frühjahr 2019 Short-term Visiting Fellow am Institute for Advanced Study in Princeton. Seit 2017 ist er Senior Research Professor an der Institució Catalana de Recerca i Estudis Avançats (ICREA) in Barcelona. 2020 wurde er zum Mitglied der Academia Europaea gewählt.
Mit seiner Dissertation zur Vita Karoli und der Entstehung, Überlieferung und Rezeption schuf er die Voraussetzungen für eine Neuedition der Quelle. Er konnte dabei 40 neue Textzeugen ausfindig machen, so dass sich die Gesamtzahl nun auf 123 beläuft, von denen 105 aus dem Mittelalter stammen. Außerdem hat er unbekannte Überlieferungen etwa der Divisio regnorum von 806 oder der Konzilsbeschlüsse von Reims 1148, etliche ungedruckte Urkunden und Briefe entdeckt. Tischler identifiziert den unbekannten Verfasser der Vita Ludwigs des Frommen, den sogenannten Astronomus, mit Bischof Jonas von Orleans.

## Schriften (Auswahl)
Monographien
- Einharts Vita Karoli. Studien zur Entstehung, Überlieferung und Rezeption (= Monumenta Germaniae historica. Schriften. Band 48). Hahn, Hannover 2001, ISBN 3-7752-5448-X (zugleich Dissertation, Heidelberg 1998).
- Die Christus- und Engelweihe im Mittelalter. Texte, Bilder und Studien zu einem ekklesiologischen Erzählmotiv (= Erudiri Sapientia. Studien zum Mittelalter und zu seiner Rezeptionsgeschichte. Band 5). Akademie-Verlag, Berlin 2005, ISBN 3-05-004075-0.
- Die Bibel in Saint-Victor zu Paris. Das Buch der Bücher als Gradmesser für wissenschaftliche, soziale und ordensgeschichtliche Umbrüche im europäischen Hoch- und Spätmittelalter (= Corpus Victorinum. Instrumenta. Band 6). Aschendorff, Münster 2014, ISBN 978-3-402-10433-0 (zugleich Habilitationsschrift, Dresden 2009).

Herausgeberschaften
- mit Alexander Fidora: Christlicher Norden – Muslimischer Süden. Ansprüche und Wirklichkeiten von Christen, Juden und Muslimen auf der Iberischen Halbinsel im Hoch- und Spätmittelalter (= Erudiri Sapientia. Studien zum Mittelalter und zu seiner Rezeptionsgeschichte. Band 7). Akademie-Verlag, Berlin 2011, ISBN 978-3-402-10427-9.
- mit Michael Borgolte: Transkulturelle Verflechtungen im mittelalterlichen Jahrtausend. Europa, Ostasien, Afrika (=  WBG – Wissen verbindet). WBG, Darmstadt 2012, ISBN 978-3-534-24487-4.
- mit Hanns Peter Neuheuser und Ralf M. W. Stammberger: Diligens scrutator sacri eloquii. Beiträge zur Exegese- und Theologiegeschichte des Mittelalters. Festgabe für Rainer Berndt SJ zum 65. Geburtstag (= Archa Verbi. Subsidia. Band 14). Aschendorff, Münster 2016, ISBN 978-3-402-10233-6.
- mit Patrick S. Marschner: Transcultural Approaches to the Bible: Exegesis and Historical Writing across Medieval Worlds (= Transcultural Medieval Studies. Band 1), Brepols, Turnhout 2021, ISBN 978-2-503-59285-5.